# Santiago Bellingeri
Santiago A. Bellingeri (Ciudad de Buenos Aires, 1870 - Ciudad de Mendoza, 26 de octubre de 1955) fue un funcionario, médico y político argentino. Gobernador interventor de la Provincia de San Luis desde 17 de agosto de 1921 hasta el 24 de diciembre de 1921.

## Biografía
Proveniente de una familia de raíces italianas que probablemente inmigro al país en la primera era inmigratorio europea. Se casó con Mirta de Ozamis nacida en la provincia de Mendoza, sobrina de José Alberto de Ozamis (uno de los bodegueros más influyentes de Mendoza y fundador de la Ciudad de Maipú) que posiblemente la conoció siendo interventor de San Luís. Tuvieron 3 hijos.
Bellingeri fue enviado a la provincia de San Luis por orden del presidente Hipólito Yrigoyen para que normalizara la situación de inestabilidad política y social que atravesaba la provincia, de algún modo, situación promovida por la legislatura puntana de mayoría opositora y conservadora que había sido desplazado del poder por el radicalismo. 
En 1920, Los conservadores se unieron en un bloque llamado Partido Liberal, cuya personalidad más notable fue Adolfo Rodríguez Saá "El Pampa". Esta unión logró la victoria en los comicios para la legislatura, dejando nuevamente a los radicales en minoría. El gobernador puntano Carlos Alric obstruido en todos sus actos de gobierno por la mayoría opositora, no pudo ni siquiera convocar a elecciones entregando el mando a Santiago Bellingeri.
Sus primeras medidas de gobierno fue estabilizar la economía y la educación pública mediante ayuda del gobierno nacional, pero el poder legislativo provincial desacreditaba su autoridad como ilegítima.
Las funciones de ministro fueron encargadas al doctor Armando V. Mohando, quien falleció en la Ciudad de San luis el 18 de octubre. Solícito una convocación a elecciones, pedido que fue negado. En consecuencia el gobierno nacional envió a un nuevo interventor federal con experiencia en mando y conducción, al General Médico Álvaro Luna. El Dr. Bellingeri asumió provisoriamente como ministro de gobierno de Luna, luego se retiró de la vida política dedicándose a la medicina en la provincia de Mendoza hasta su fallecimiento.